# Péninsule Sredni
La péninsule Sredni (en russe : полуостров Средний, polouostrov Sredni) est une péninsule située au nord de la Russie européenne sur la péninsule de Kola. Elle relie par un isthme la péninsule de Rybatchi, plus étendue, au continent. Administrativement, elle fait partie du raïon de Petchenga de l'oblast de Mourmansk et se trouve à plusieurs heures de trajet de la ville de Mourmansk.

## Histoire
Après la Révolution russe, les parties occidentales des péninsules Sredni et Rybatchi sont cédées à la Finlande. Après la Guerre d'Hiver de 1939-1940, la Finlande les rétrocède à l'Union soviétique par le traité de Moscou.

### Sources et bibliographie
- (ru) Département des archives de l'administration de la région de Mourmansk. Archives d’État de la région de Mourmansk, Division administrative et territoriale de la région de Mourmansk (1920-1993). Annuaire [« Административно-территориальное деление Мурманской области (1920-1993 гг.). Справочник »], Mourmansk, Мурманское издательско-полиграфическое предприятие "Север",‎ 1995